# 鋼琴課 (戲劇)
《鋼琴課》（英語：The Piano Lesson）是一部美國劇作家奧古斯特·威爾遜的戲劇作品，威爾遜《匹茲堡週期》（The Pittsburgh Cycle）中的第四部戲劇，他透過玩弄關於「以否認自己的過去獲得自我價值感」的可能性的各種答案來開始寫這部戲。《鋼琴課》贏得1990年普利策戏剧奖。
該劇被改編成1995年電視電影（CBS）和2024年電影（Netflix）。